# Zagreb Open 2003
Lo Zagreb Open 2003 è stato un torneo di tennis facente parte della categoria ATP Challenger Series nell'ambito dell'ATP Challenger Series 2003. Il torneo si è giocato a Zagabria in Croazia dal 12 al 18 maggio 2003 su campi in terra rossa.

## Vincitori

### Singolare
Kristof Vliegen ha battuto in finale  Ruben Ramirez-Hidalgo con il punteggio di 6–1, 4–6, 6–0

### Doppio
Lucas Arnold Ker /  Mariano Hood hanno battuto in finale  Simon Aspelin /  Todd Perry con il punteggio di 6–1, 6–3